# 聖胡安 (新墨西哥州)
聖胡安（英語：San Juan）是位於美國新墨西哥州里奧阿里巴縣的普查規定居民點。

## 人口
根據2020年美國人口普查的數據，聖胡安的面積為1.50平方千米，皆為陸地。當地共有人口592人，而人口密度為每平方千米394.67人。